# 吳旭智
吳旭智（1976年1月1日—），現任第20屆新竹縣議員，中國國民黨籍。曾任民國黨資訊長、民國黨第2任黨主席，曾參選臺北市立法委員落敗，同時也是時任黨籍新竹縣長候選人徐欣瑩交通大學後援會執行長。曾旅居美國麻省理工學院深造，專長於電腦輔助語言學習（Computer Aided Language Learning）領域，針對對等互動對話系統進行研究與提供概念。

## 生平
吳旭智於民國92年取得交通大學資訊科學研究所取得資訊科學博士學位。從學生時代就投入志工行列，博士畢業後，出任自閉症權益促進會理事，2015年8月9日，出席「年代高峰會」談IT（Information Technology）與DT（Data Technology）的轉變。
2015年9月10日，民國黨徵召吳旭智參選台北市第六選舉區立法委員，僅獲不足6,000票而落敗。2018年1月民國黨主席徐欣瑩表示，吳旭智將挑戰竹北選區，也傳出民國黨將在竹北提名2席以增加席次。
2018年8月，獲民國黨提名參選新竹縣（竹北）縣議員。2018年8月，正式登記參選新竹縣第19屆議員竹北選區選舉，提三大政見主軸「爭取教育資源、升級社會福利、友善智慧城市」。
2018年10月，吳旭智競選總部正式成立，徐欣瑩到場力挺吳旭智，盼議會出現第二位博士議員。11月，與同選區的邱靖雅均順利當選議員，也為民國黨在新竹縣議會增添一席。
2018年11月29日，吳旭智以3,987票，得票率為4.91%，當選新竹縣議會第19屆議員（竹北選區），並兼任民國黨第2任黨主席。12月25日宣誓就職至2019年1月24日止。2020年再次參選立委並改披國會政黨聯盟戰袍，於新竹縣第一選舉區敗給尋求連任的林為洲，又一次在藍綠夾殺下低票落選。
2022年11月26日，吳旭智以6,912票，得票率為8.65%，連任新竹縣議會第20屆議員（竹北選區）。

## 政治見解
2004年8月19日，吳旭智投書《經濟日報》，提出『語言、文化上的共通性是兩岸合作最大的優勢，截長補短的人格特質，更有可能成為未來兩岸共同面對世界競爭的最佳利器』的觀點。
2017年7月21日，吳旭智投書風傳媒，針對於台灣的育兒百寶箱無法帶給父母幸福感，認為政府應該針對根源解決問題，
2017年12月11日，吳旭智提出政府應針對於長照2.0，可配合加上「時間銀行（Time Bank）」，邀請社會各熱心志工團隊來服務，增加長期照護效果，減少看護與照護員負擔過大問題，讓台灣變成真正的「功德之島」．

## 社會活動
2021年6月3日，吳旭智聯手民間團體共同捐贈2,600具防護面罩，給新竹縣政府警察、衛生、環保清潔人員、社區大樓、長照機構等單位。
2021年1月17日新竹縣政府跟縣議員吳旭智等合作，推動獨輪車學習課程為全縣15名特教國中小學生找回專注力和信心。